# King Kong (film, 1976)
Pour les articles homonymes, voir King Kong (homonymie).
Série
King Kong 2
Pour plus de détails, voir Fiche technique et Distribution.
King Kong est un film américain réalisé par John Guillermin et produit par Dino De Laurentiis, sorti en 1976. Il s'agit d'une reprise de King Kong de 1933 réalisé par Merian C. Cooper et Ernest B. Schoedsack.

## Synopsis
Dans les années 1970, la société Petrox envoie Fred Wilson (Charles Grodin) à la recherche de la mystérieuse « île du Crâne » (Skull Island), qui contiendrait un gisement de pétrole important. Le professeur Jack Prescott (Jeff Bridges), persuadé que l'île renferme un monstre préhistorique, s'infiltre à bord du navire mais est rapidement démasqué. Wilson décide néanmoins de le garder comme photographe de l’expédition. Durant le voyage, l'équipage sauve une naufragée, Dwan (Jessica Lange), qui tombe bientôt amoureuse de Jack.
Le navire arrive en vue de l'île, cachée dans un épais brouillard. Après un premier contact tendu avec les indigènes, notamment après avoir interrompu une cérémonie, l’expédition regagne le navire mais les autochtones enlèvent Dwan pour la donner en sacrifice à leur Dieu Kong, un gorille gigantesque qui l'emmène dans son repaire. Prescott se lance aussitôt sur ses traces. Profitant du combat entre le gorille et un serpent géant, Jack réussit à délivrer Dwan. Fred Wilson décide alors de capturer le monstre à des fins promotionnelles pour la compagnie. Ils capturent Kong et le ramènent vers la civilisation.
Arrivé en ville, King Kong est présenté comme une attraction au public, mais quand il voit des journalistes interviewer Dwan, il croit que c'est une agression. Il devient incontrôlable, terrifie tout le monde et tue les personnes les unes après les autres, même Fred Wilson.
À New York, King Kong s'échappe et part à la recherche de Dwan. Traqué par l'armée, il trouve la jeune femme et l'emporte au sommet du World Trade Center. Jack ne tarde pas à comprendre pourquoi Kong l'a emmenée là-haut : les deux tours ressemblent à deux montagnes se trouvant sur l'île. Pris au piège, le monstre affronte des hélicoptères militaires mais, mortellement blessé, tombe de la tour pour s'écraser en contrebas.

## Fiche technique
- Titre original et français : King Kong
- Réalisation : John Guillermin
- Scénario : Lorenzo Semple, Jr., d'après le scénario de James Ashmore Creelman et Ruth Rose basé sur une idée d'Edgar Wallace et Merian C. Cooper
- Musique : John Barry
- Direction de production : Terry Carr
- Direction artistique : Archie J. Bacon, David A. Constable, Robert Gundlach
- Photographie : Richard H. Kline
- Montage : Ralph E. Winters
- Décors : Mario Chiari et Dale Hennesy
- Costumes : Moss Mabry et Anthea Sylbert
- Maquillage : Del Acevedo
- Production : Dino De Laurentiis

Production déléguée : Federico De Laurentiis et Christian Ferry
- Sociétés de production : Paramount Pictures, Dino De Laurentiis Company
- Société de distribution : Paramount Pictures
- Pays d'origine :  États-Unis
- Langue originale : anglais
- Budget : environ 24 000 000 USD[1]
- Format : couleur — 2,35:1 — son mono
- Genre : aventures, fantastique, romance
- Durée : 134 minutes
- Dates de sortie :
  - États-Unis : 17 décembre 1976
  - France : 15 décembre 1976

## Distribution
- Jeff Bridges (VF : Gérard Dessalles) : Jack Prescott
- Charles Grodin (VF : Jacques Ferrière) : Fred Wilson
- Jessica Lange (VF : Béatrice Delfe[2]) : Dwan (Duene en VF)
- John Randolph (VF : Henri Poirier) : le capitaine Ross
- Rene Auberjonois (VF : Philippe Ogouz) : Roy Bagley
- Julius W. Harris (VF : Georges Atlas) : Boan
- Jack O'Halloran (VF : Jacques Dynam) : Joe Perko
- Dennis Fimple : Sunfish
- Ed Lauter (VF : Daniel Gall) : Carnahan
- Jorge Moreno : Garcia
- Mario Gallo : Timmons
- John Lone : cuisinier chinois
- Garry Walberg : général des armées
- John Agar (VF : Jacques Thébault) : employé municipal
- Keny Long : homme déguisé en singe
- Eve McVeagh : journaliste

## Production

### Genèse et développement
Tandis que le film original dépeignait la Grande Dépression ainsi que l'âge d'or du cinéma des années 1930, cette reprise se focalise plus sur la crise du pétrole qui ravage le monde depuis 1973. De ce fait, l'histoire est fortement modifiée notamment au niveau de ses personnages :
- Le personnage de Carl Denham, cinéaste ambitieux, est remplacé par celui de Fred Wilson, cadre de la société Petrox, lui aussi très ambitieux.
- Ann Darrow, comédienne au chômage depuis la fermeture du théâtre où elle jouait, devient Dwan, une jeune actrice seule survivante d'un naufrage.
- Le héros principal, originellement Jack Driscoll (second de l'équipage), devient Jack Prescott, un paléontologue aventureux soupçonnant l'existence d'un animal hors du commun.

Quant au concept, si le film de 1933 tournait autour du tournage d'un film, la reprise est consacrée à la découverte de pétrole sur l'île.
Cette réadaptation fait également preuve de changement radical au niveau de l'environnement de l'ile du Crâne : toute la faune préhistorique du film original a disparu. Ainsi, le tyrannosaure, que King Kong combattait dans le film original, a été remplacé par un serpent géant.
Le poste de réalisateur a été refusé par Roman Polanski, Michael Winner et Sam Peckinpah.

### Attribution des rôles
Barbra Streisand était pressentie pour le rôle de Dwan, tandis que Bo Derek l'a refusé. Le producteur Dino De Laurentiis refusa l'actrice Meryl Streep pour le rôle de Dwan, la qualifiant de « moche » lors de son audition.

### Tournage
Le tournage s'est déroulé du 15 janvier au 27 août 1976 à Culver City, Kauai (22.164753,-159.671781), Los Angeles et New York.
Le costume et les maquillages de King Kong sont l'œuvre de Rick Baker, ce dernier interprétant même le grand singe dans le film. Par la suite, il deviendra le spécialiste des monstres à Hollywood, en réalisant les maquillages du Loup-garou de Londres (1981), Greystoke, la légende de Tarzan (1984), Gorilles dans la brume (1988), Mon ami Joe (1998) ou encore La Planète des singes (2001). À l'origine, la production s'était tournée vers une utilisation quasi-exclusive de la marionnette géante électromécanique construite pour 1 000 000 de dollars par Carlo Rambaldi, mais celle-ci s'avéra si peu convaincante que seuls quelques plans furent réalisés avec son concours (notamment lorsque Kong prend Dwan dans sa main ou joue avec elle de son doigt, ou encore lorsque Kong se libère de sa cage lors du spectacle organisé par Wilson).

### Musique
La musique du film est composée par John Barry. Il affirmera plus tard avoir d'ailleurs livré la partition du film en un temps record. Un album est commercialisé en LP en 1976 par Reprise Records, puis en CD « bootleg » par le label italien Mask en 1998 puis en version officielle par Film Score Monthly en 2005. En octobre 2012, Film Score Monthly commercialise l'intégrale des compositions de John Barry en version double album.
Une chanson interprétée par Demis Roussos, intitulée "Maybe Someday" (Paroles de Robert Costandinos) avait été rajoutée à la fin du film projeté dans certaines salles. Les projectionnistes de l'époque avaient la consigne de rajouter le bobineau supplémentaire à la suite du générique final qui était livré avec les autres bobines du film.
Version de Film Score Monthly (2012)
| 1.  | Main Title                                  | 2:19 |
| 2.  | Ship at Sea / Strange Tale / Hey Look       | 3:11 |
| 3.  | Montage                                     | 1:58 |
| 4.  | Fog Bank                                    | 1:34 |
| 5.  | The Island                                  | 2:46 |
| 6.  | Day Wall                                    | 3:35 |
| 7.  | Dwan Alone / Jack & Dwan                    | 3:20 |
| 8.  | Night Wall Part 1                           | 4:47 |
| 9.  | Night Wall Part 2                           | 2:07 |
| 10. | Celebration                                 | 0:46 |
| 11. | Jungle / The Hole / Camp Site / Dwan Scared | 2:50 |
| 12. | Prisoner                                    | 2:06 |
| 13. | Waterfall                                   | 2:20 |
| 14. | Ravine                                      | 2:23 |
| 15. | Acknowledge / Crater / Snake Fight          | 4:57 |
| 16. | Chase / Trap                                | 4:16 |
| 17. | Capture                                     | 1:01 |
| 18. | Super Tanker                                | 1:29 |
| 19. | Dwan Falls                                  | 2:56 |
| 20. | Petrox Marching Band                        | 1:37 |
| 21. | Presentation                                | 2:35 |
| 22. | Kong Escapes                                | 2:02 |
| 23. | Into a Bar                                  | 1:29 |
| 24. | Get Smashed / Alone in a Bar                | 2:18 |
| 25. | Kong's Hand                                 | 0:37 |
| 26. | Church Organ                                | 0:41 |
| 27. | World Trade Center                          | 2:30 |
| 28. | Jack in Pursuit                             | 1:46 |
| 29. | Kong's Heart Beat / End Title               | 4:28 |

| 1.  | The Opening                                      | 2:18 |
| 2.  | Maybe My Luck Has Changed                        | 1:52 |
| 3.  | Arrival on the Island                            | 2:49 |
| 4.  | Sacrifice—Hail to the King                       | 7:10 |
| 5.  | Arthusa                                          | 2:20 |
| 6.  | Full Moon Domain—Beauty Is a Beast               | 4:24 |
| 7.  | Breakout to Captivity                            | 4:08 |
| 8.  | Incomprehensible Captivity                       | 2:58 |
| 9.  | Kong Hits the Big Apple                          | 2:36 |
| 10. | Blackout in New York—How About Buying Me a Drink | 3:24 |
| 11. | Climb to Skull Island                            | 2:31 |
| 12. | The End Is at Hand                               | 1:45 |
| 13. | The End                                          | 4:27 |

| 14. | Main Title (alternate)        | 2:21 |
| 15. | Fog Bank (alternate)          | 1:35 |
| 16. | Day Wall (alternate)          | 3:17 |
| 17. | Night Wall Part 1 (alternate) | 5:08 |
| 18. | Night Wall Part 2 (alternate) | 2:07 |
| 19. | Trap (alternate)              | 3:09 |
| 20. | Presentation (alternate #1)   | 2:37 |
| 21. | Presentation (alternate #2)   | 3:17 |
| 22. | End Title (alternate)         | 3:31 |

## Sortie

### Critique
Pour le critique de cinéma Roger Boussinot, ce remake « est dépourvu totalement de la signification complexe de l'original, et ne réussit même pas à impressionner malgré le succès technique de certains trucages ».

### Box-office
Le film a longtemps eu, à tort, la réputation d'avoir été un désastre commercial. En fait, les rentrées au box office remportèrent au total quatre fois le coût de sa production (plus de 90 millions de dollars pour 23 investis), constituant un succès plus que respectable. Cette erreur est essentiellement due au fait que la plupart des chiffres diffusés concernait uniquement le score de l'année 1976. Or, sorti aux États-Unis dans les derniers jours de décembre, le film connut évidemment le plus gros de sa rentabilité dans l'année 1977.
| Pays ou région    | Box-office        | Date d'arrêt du box-office | Nombre de semaines |
| ----------------- | ----------------- | -------------------------- | ------------------ |
| États-Unis Canada | 52 614 445 $      |                            |                    |
| France            | 4 054 573 entrées |                            |                    |
| Mondial           | 80 014 445 $      | -                          | -                  |

## Distinctions

### Récompenses
- Oscars 1977 : meilleurs effets visuels
- Saturn Awards 1977 : Prix spécial
- Golden Globes 1977 : Révélation féminine de l'année (Jessica Lange)

### Nominations
- Oscars 1977 : Meilleure photographie et Meilleur son
- British Academy Film Awards 1977 : Meilleure direction artistique

## Suite
Le 16 septembre 1978, seulement deux ans après sa sortie au cinéma, NBC diffuse le film à la TV. Il établit un tel record d'audience que le producteur italien Dino De Laurentiis pense à une suite. Intitulée King Kong 2 (King Kong Lives), elle sort en 1986, toujours réalisée par John Guillermin. Le film sera cependant un échec au box-office.
En 1977, le réalisateur italien Gianfranco Parolini réalise Yéti, le Géant d'un autre monde, très inspiré par le King Kong de Guillermin.

## Autour du film
- Dans le King Kong de 1933, le grand singe reconnaît dans l'Empire State Building sa montagne disparue. Dans cette version, il s'agit du World Trade Center. À la suite de ce changement, des employés de l'Empire State Building exprimèrent leur mécontentement vis-à-vis de la décision des producteurs en faisant grève, déguisés en singe.
- Universal avait prévu de réaliser un remake fidèle au film original, intitulé The Legend of King Kong, mais ils abandonnèrent le projet quand la version moderne de la Paramount fut annoncée. Le projet prendra cependant vie 29 ans plus tard avec le film réalisé par Peter Jackson.